# Manolo Pérez Escámez
Manuel López Escámez (Bullas, Región de Murcia, 25 de noviembre de 1985), más conocido como Manolo, es un futbolista español que juega de centrocampista en el Racing Murcia.

## Trayectoria
Manolo nació en Bullas (Región de Murcia) y en 2004, con tan solo 18 años, marchó a la capital murciana para jugar en el filial del Ciudad de Murcia. Hizo sus mayores debuts con las reservas del primer equipo y tras jugar varias temporadas en las ligas regionales con el filial rojillo, en el verano de 2006 fue ascendido al 1º equipo con el Ciudad de Murcia C.F. en Segunda División.
El 2 de septiembre de 2006, Manolo jugó su primer partido como profesional entrando sustituto minutos antes de finalizar el partido en la derrota 0-2 como visitante contra el Xerez CD. Manolo anotó su primer gol el 5 de mayo del año siguiente dando el empate 1-1 frente al Hércules CF.
El 2 de agosto de 2007 Manolo se marchó al Rayo Vallecano que militaba en Segunda División. Después de aparecer raramente en su primera campaña, que terminó en la promoción, en la segunda campaña con el Rayo se las arregló para estar presente en 14 partidos.
El 1 de septiembre de 2009 Manolo dejó la capital madrileña para unirse al CD Toledo en Tercera División donde estuvo hasta el final de la temporada. Más tarde, en 2011 retomó su carrera en las ligas menores donde estuvo con el CD Roquetas y posteriormente con el equipo de su tierra, el CD Bullense.  
En 2013 fichó por el UCAM Murcia CF de Tercera División de España ascendiendo ese mismo curso con los universitarios a la Segunda División B de España. La temporada siguiente, ya en la categoría de bronce del fútbol español, acabaron segundos clasificados en el Grupo IV de liga y cayeron en semifinales por el ascenso a Segunda División de España ante el filial del Athletic Club. En su último curso en el club azuldorado se proclamó como campeón del Grupo IV, consiguió el ascenso a la Segunda División de España tras vencer al Real Madrid Castilla y además fue campeón absoluto de Segunda División B de España.
Tras su paso por el club capitalino, en verano de 2016 el centrocampista recaló en las filas del FC Jumilla de Segunda División B de España donde permaneció hasta la campaña 18/19.
En julio de 2019, se incorpora a las filas del Real Murcia del Grupo IV de la Segunda B, tras disputar la temporada anterior 39 partidos en el FC Jumilla.
En junio de 2020 se convierte en nuevo jugador del Racing Murcia de la Tercera División de España.

## Clubes
| Club                | País   | Temporada |
| ------------------- | ------ | --------- |
| CF Ciudad de Murcia | España | 2005–2006 |
| CF Ciudad de Murcia | España | 2006–2007 |
| Rayo Vallecano      | España | 2007–2008 |
| Rayo Vallecano      | España | 2008–2009 |
| CD Toledo           | España | 2009–2010 |
| CD Roquetas         | España | 2010–2011 |
| CD Roquetas         | España | 2011–2012 |
| CD Bullense         | España | 2012–2013 |
| UCAM Murcia CF      | España | 2013–2014 |
| UCAM Murcia CF      | España | 2014–2015 |
| UCAM Murcia CF      | España | 2015–2016 |
| FC Jumilla          | España | 2016–2017 |
| FC Jumilla          | España | 2017–2018 |
| FC Jumilla          | España | 2018–2019 |
| Real Murcia         | España | 2019–2020 |
| Racing Murcia       | España | 2020–2021 |

## Palmarés

### Títulos nacionales
| Título                       | Club           | País   | Año  |
| ---------------------------- | -------------- | ------ | ---- |
| Segunda División B de España | UCAM Murcia CF | España | 2016 |